# Papers, Please
Papers, Please (deutsch Papiere, bitte) ist ein 2013 erschienenes Indie-Simulationsspiel von Lucas Pope für Windows, macOS, Linux sowie für iPadOS und Android. Der Titel wurde mehrfach ausgezeichnet und hat sich über eine Million Mal verkauft.

## Handlung
Der Spieler schlüpft in die Rolle eines namenlosen Bürgers des totalitären, fiktiven Staats Arstotzka. Zu Beginn wird dem Spieler durch den Staat der Beruf eines Kontrolleurs an einem Grenzübergang zugelost, an dem er von nun an jeden Tag entscheiden muss, ob Reisende den Grenzübergang passieren dürfen oder nicht. Dabei ändern sich nicht nur die Einreisebedingungen nahezu täglich, auch versuchen sowohl die geheimnisvolle EZIC-Gesellschaft als auch der Geheimdienst Arstotzkas Einfluss auf den Spieler zu nehmen und ihn für die eigenen Zwecke einzuspannen.

## Spielprinzip
Zu Beginn jedes Tages erhält der Spieler aktuelle Anweisungen, welche Reisenden unter welchen Bedingungen den Grenzübergang passieren dürfen. Der Spieler muss anschließend die benötigten Dokumente jedes Reisenden überprüfen und gefälschte oder abgelaufene Dokumente entdecken. Dem Spieler stehen dafür ein Regelbuch sowie die Tagesanweisungen zur Verfügung, im weiteren Verlauf des Spieles kommen weitere Optionen wie ein rudimentärer Körperscanner hinzu sowie Waffen, um auf Attentäter und Grenzflüchtlinge zu schießen. Am Ende der Schicht wird der Spieler für jeden korrekt zugelassenen bzw. abgewiesenen Einreisewilligen entlohnt, für unrechtmäßig abgewiesene oder zugelassene Einreisewillige werden dem Spieler Strafzahlungen auferlegt. Weitere Einkünfte können zum Teil durch Bestechungsgelder und Boni für die Verhaftung von Personen und das Schießen auf Grenzverletzer erzielt werden. Mit dem verdienten Geld müssen Miete, Heizung, Essen und nötigenfalls Medikamente für bis zu fünf Familienmitglieder bezahlt werden. Verdient der Spieler zu wenig, um die Grundbedürfnisse zu decken, können die Familienmitglieder krank werden und sogar sterben. Im weiteren Spielverlauf stehen zudem kleinere Verbesserungen der Kontrollstelle zum Kauf zur Verfügung.
Je nachdem, wie sich der Spieler verhält, wird eines von 20 möglichen Spielenden erreicht.

## Technik
Papers, Please verwendet eine 8-Bit-2D-Grafikengine sowie eine minimalistische Soundkulisse. Als Basis dient die Programmiersprache Haxe sowie das Open-Source-Framework NME.

## Entwicklung
Papers, Please wurde ab November 2012 von Lucas Pope entwickelt. In die Entwicklung flossen Popes eigene Erfahrungen als Einwanderer in Japan ein.
Pope gab Papers, Please am 11. April 2013 bei Steam Greenlight zur Abstimmung frei. Bis zum 1. Mai waren genug Stimmen zusammengekommen, sodass der Titel vom Plattformbetreiber die Freigabe für den Verkauf über Steam erhielt. Er wurde am 8. August 2013 veröffentlicht.

## Rezeption
In der Fachpresse erhielt Papers, Please durchweg gute bis sehr gute Kritiken. Gelobt wurde das außergewöhnliche Spielprinzip, das einen vor schwierige moralische Entscheidungen stellt. Grafik und Sound wurden überwiegend als veraltet, wenngleich stimmig bezeichnet. Auch reguläre Presse sowie Rundfunk und Fernsehen nahmen sich des Spiels an:

„Für Menschlichkeit fehlt die Zeit. Jeder kleine Fehler wird bemerkt. Ich werde überwacht und immer nervöser. Und verstehe immer mehr, wie Menschen gegen ihre eigene Menschlichkeit handeln können. Wie sie sich selbst verraten und auch andere. Wie sie keine Alternative sehen können. Und wie sie gleichzeitig an so etwas einfachem wie dem Vergleichen von Pässen Spaß haben können.“

„Darum ist «Papers, Please» ein grossartiges Werk. Es wagt, uns nicht das zu geben, was wir gewöhnlich suchen: Belohnung und das Gefühl, der Grösste zu sein. Sondern es konfrontiert uns mit einem perfiden Willkürregime und hält uns den Spiegel vor. Das ist unangenehm, aber wichtig.“

„Spaß im klassischen Sinne hat man beim Stempeln nicht, aber langweilig wird es erst recht nicht – so ähnlich wie bei einer guten Fernsehdokumentation zu einem ernsten Thema. ‚Papers, Please‘ ist eine faszinierende Erfahrung und richtig kluge Unterhaltung.“

Im März 2014, in einem Interview für die BBC im Rahmen der BAFTA Video Games Awards, gab Pope bekannt, dass sich das Spiel über eine halbe Million Mal verkauft habe.
Von März bis April 2018 war Papers, Please Teil der vom Goethe-Institut Thailand und des Fachbereichs für Industriedesign der Chulalongkorn-Universität organisierten Ausstellung Games and Politics.

### Auszeichnungen
Bei den BAFTA Games Awards wurde Pope mit seinem Spiel in der Kategorie „Strategie und Simulation“ als bestes Spiel 2014 ausgezeichnet. Daneben war das Spiel noch in den Kategorien „Spiel des Jahres“, „Game Design“ und „Spieleinnovation“ nominiert.

#### Branchenpreise
- Independent Games Festival 2013:[14]
  - Seumas McNally Grand Prize (Hauptpreis)
  - „Herausragendes Design“
  - „Herausragende Erzählung“
- Game Developers Choice Awards 2013:[15]
  - „Innovationspreis“
  - „Bestes herunterladbares Spiel“
- BAFTA Games Awards 2014: „Strategie und Simulation“[16]
- SXSW Gaming Awards 2014: „Kulturelle Innovation“[17]
- Games for Change Award 2014:[18]
  - „Am Innovativsten“
  - „Bestes Gameplay“

#### Presse
- The New Yorker: „Bestes Spiel 2013“[19]
- Forbes: „Bestes Indie-Spiel 2013“[20]
- Wired: „Bestes Spiel 2013“[21]
- Ars Technica: „Bestes Spiel 2013“
- Destructoid: „Bestes PC-Spiel 2013“
- PC World: „Bestes Spiel 2013“
- IGN: „Top 3 Indie-Spiele 2013“
- PC Gamer und GameSpot nominierten Papers, Please als Spiel des Jahres 2013